# المتحف البربري بتمزرط
المتحف البربري بتمزرط هو متحف تونسي خاص يقع في قرية تمزرط.

## المجموعات
يقع المتحف في منزل تقليدي نصف كهفي. يعرض المتحف مجموعات من الصناعات التقليدية المحلية، أساسا من الفخار والملابس. ويقدم المتحف كذلك طريقة العيش التقليدية للأمازيغ وثقافتهم في الحياة اليومية وفي اللغة وفي السكن وغيرها.

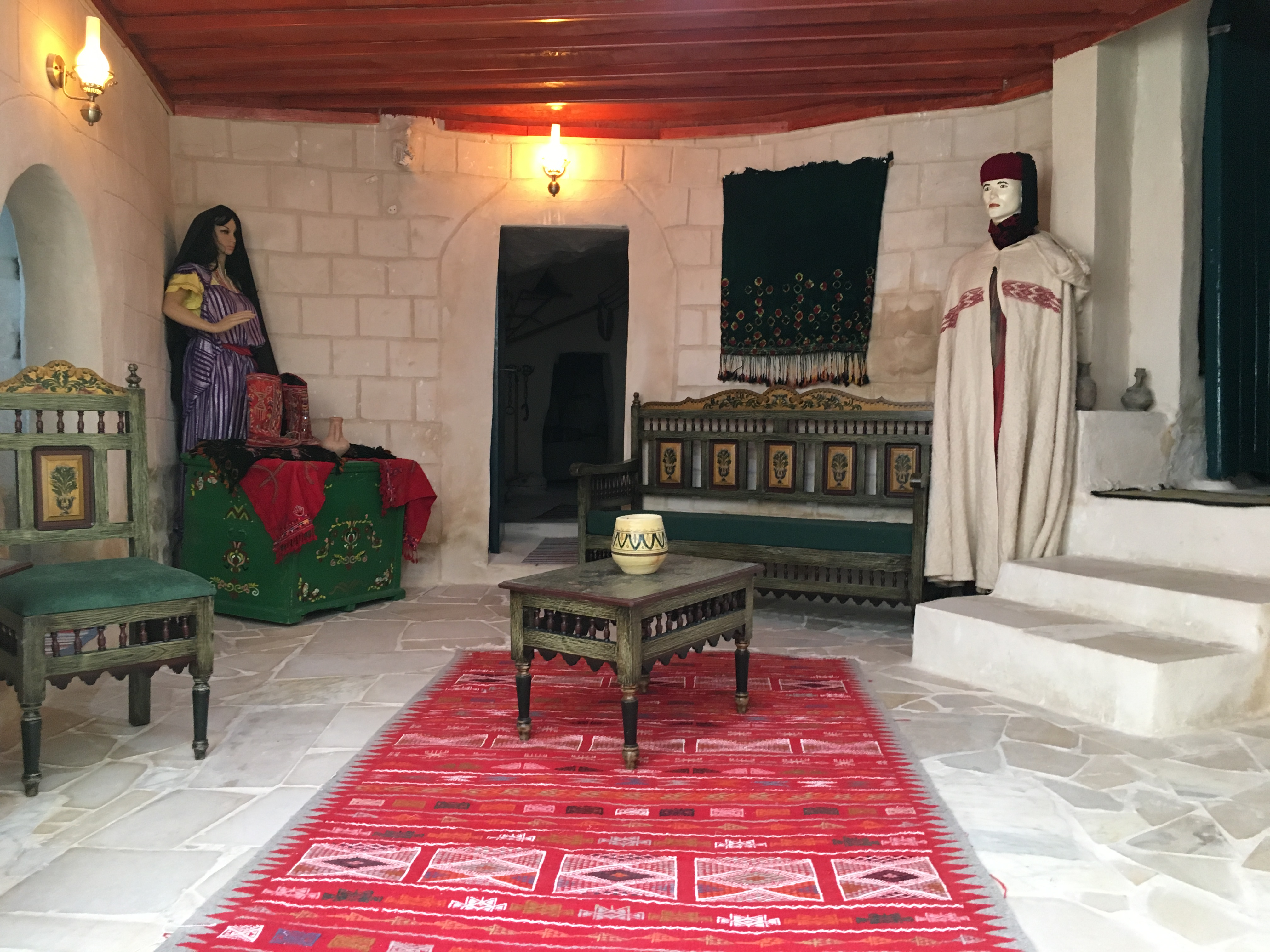
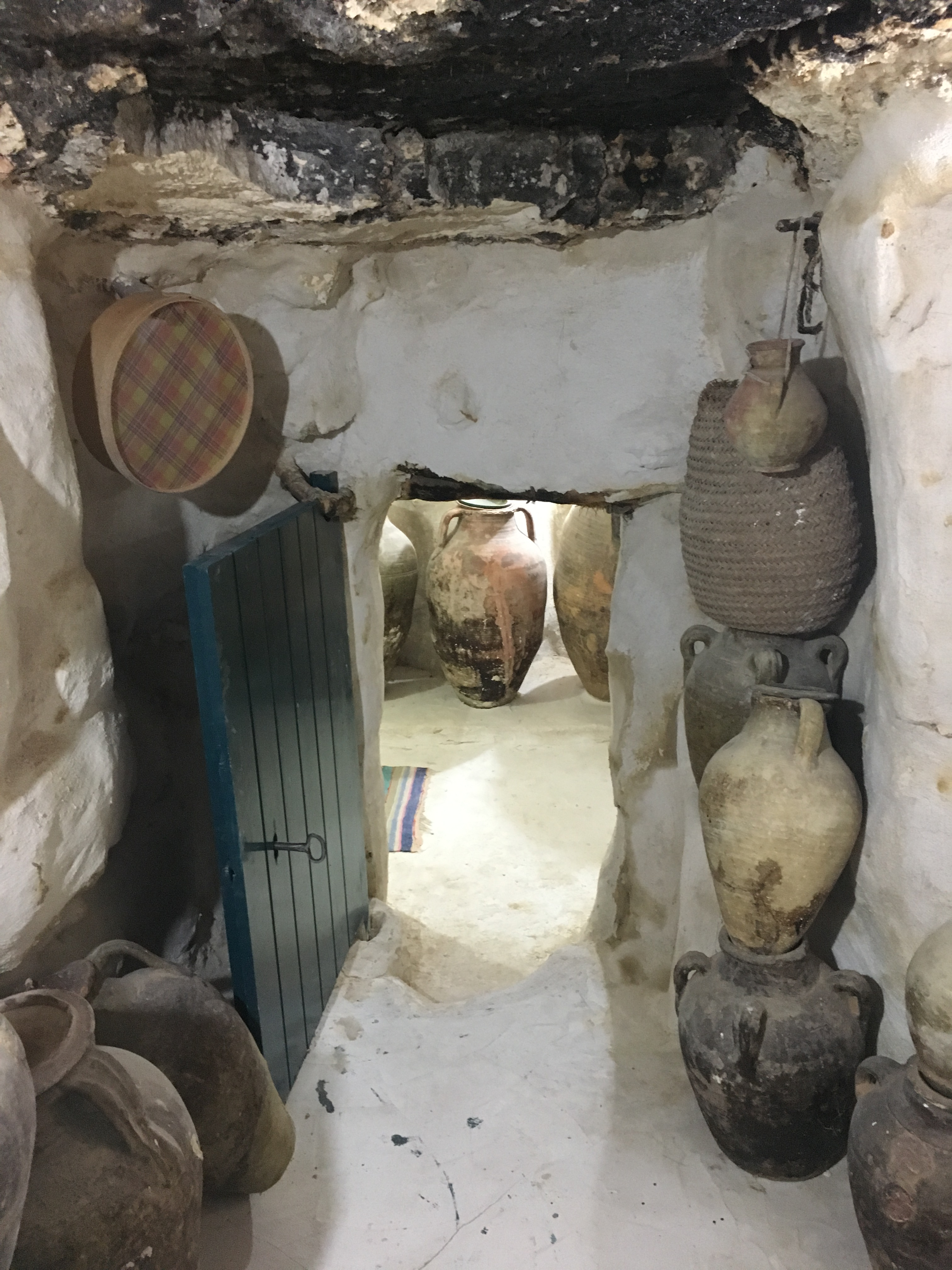
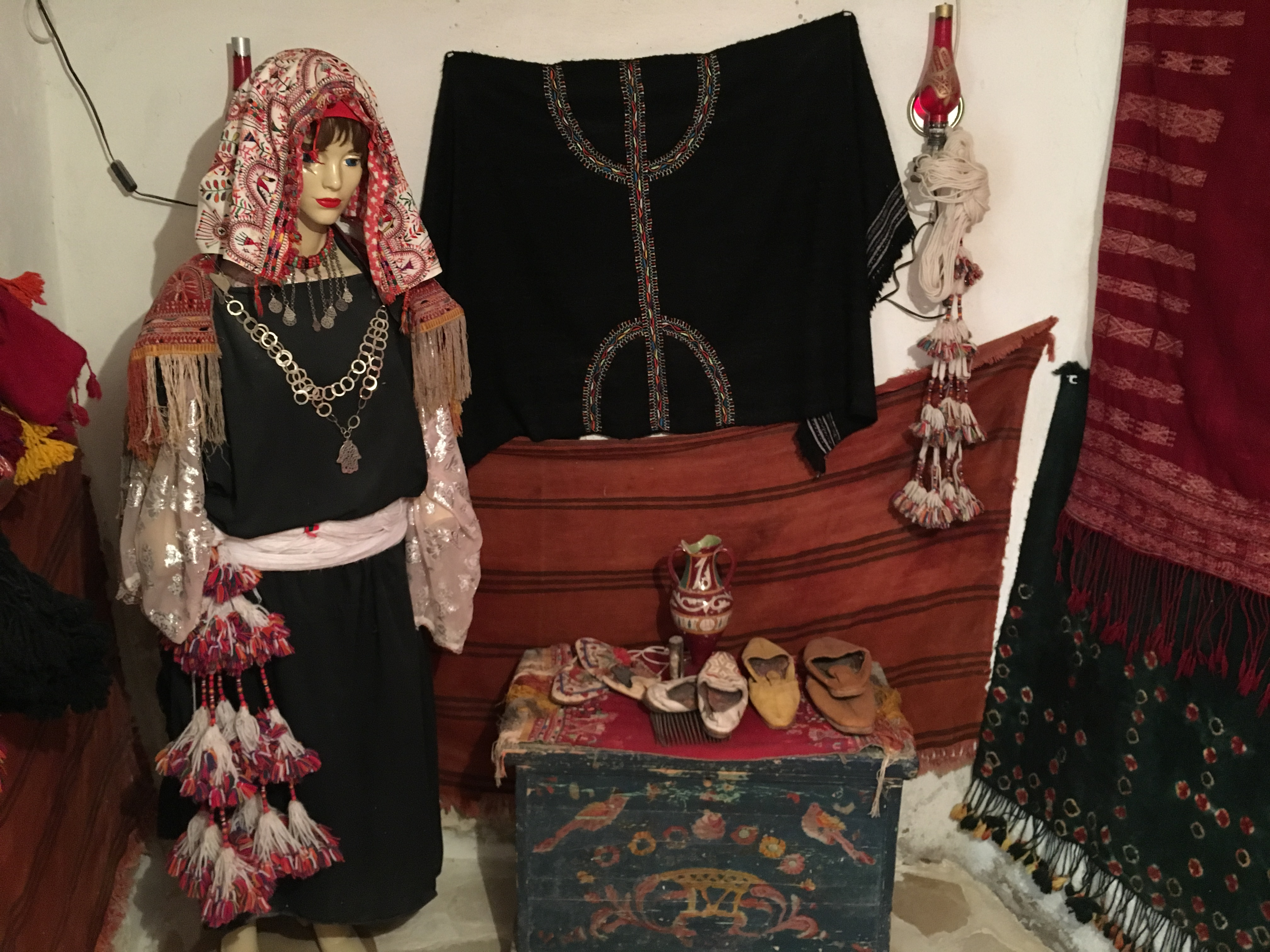
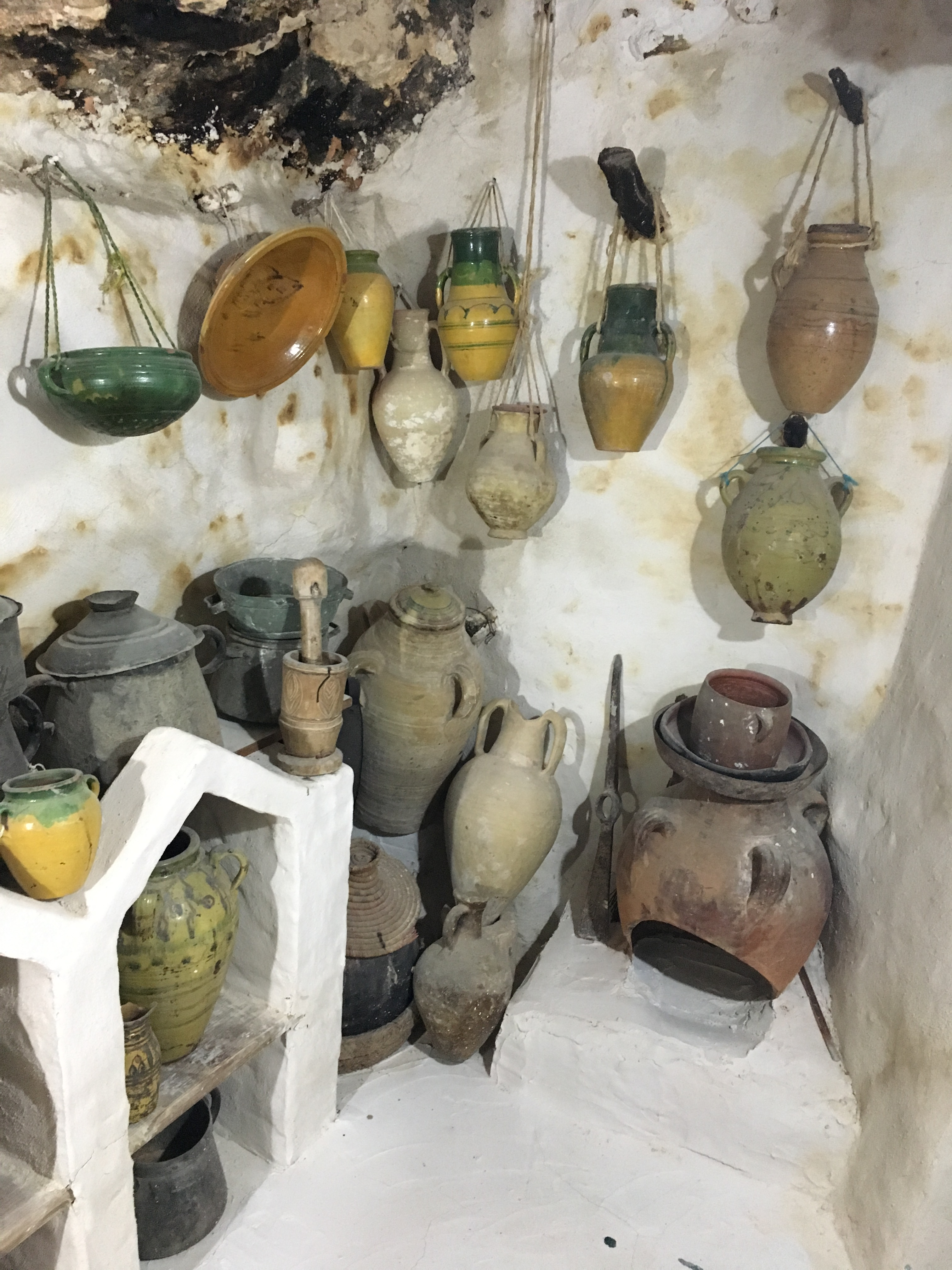